# Teorema de Lami

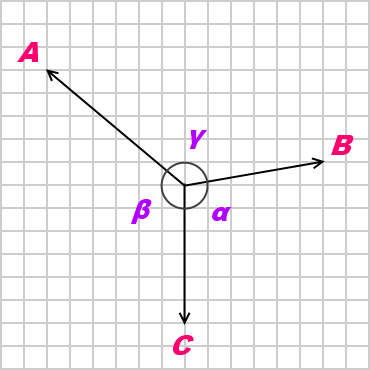
Teorema de Lami

En estática, el teorema de Lami es una ecuación que relaciona las magnitudes de tres fuerzas coplanarias, concurrentes y no colineales, que mantienen un objeto en equilibrio, con los ángulos directamente opuestos a las fuerzas correspondientes. De acuerdo con el teorema,
| {\displaystyle {\frac {A}{\sin \alpha }}={\frac {B}{\sin \beta }}={\frac {C}{\sin \gamma }}} |

donde A, B y C son los valores numéricos de tres fuerzas coplanarias, concurrentes y no colineales, que mantienen el objeto en equilibrio estático, y α, β e γ son los ángulos directamente opuestos a las fuerzas A, B y C, respectivamente.
El teorema de Lami se aplica en el análisis estático de sistemas mecánicos y estructurales. El teorema debe su nombre a Bernard Lamy.